# KunstHausWien

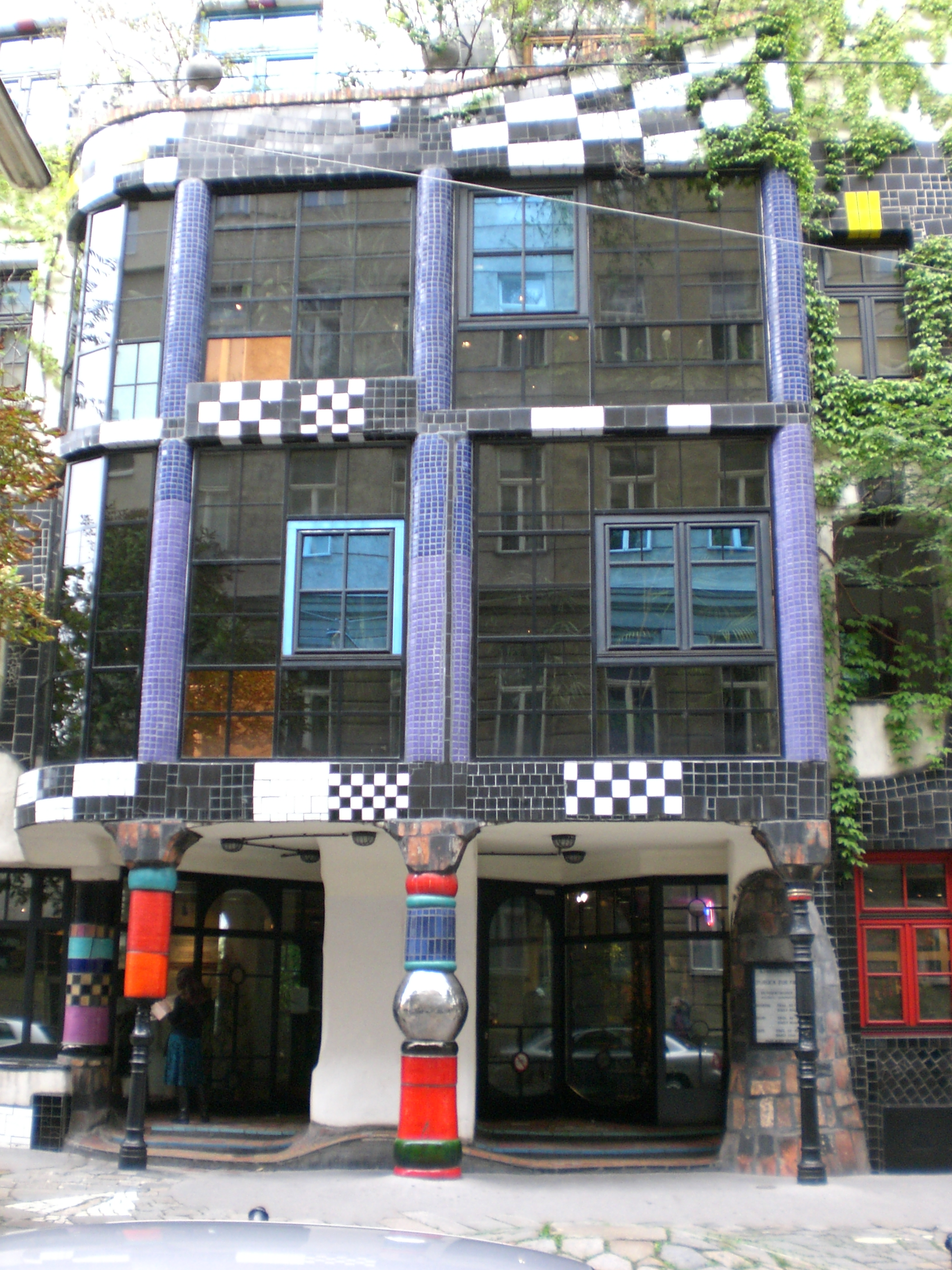
Façade sur rue et entrée

Le KunstHausWien (littéralement, Maison de l'Art de Vienne) est un musée de Vienne, conçu par l'artiste Friedensreich Hundertwasser. Ce musée situé dans le quartier de Landstraße abrite la seule exposition permanente au monde des œuvres de Hundertwasser et accueille également régulièrement des expositions temporaires d'autres artistes. La KunstHausWien fonctionne comme une entreprise privée et ne reçoit pas d'aide gouvernementale. En 2009, la KunstHausWien a accueilli 174 000 visiteurs.

## Le musée
Le musée est né de la rénovation du bâtiment de 1892 qui abritait la fabrique de meubles Thonet (créateur de l'emblématique chaise de bistrot) dans un style typique de Hundertwasser. Il se trouve à quelques centaines de mètres du Hundertwasserhaus, un immeuble d'appartements appartenant à la municipalité également conçu par Hundertwasser et achevé en 1986. La rénovation a été planifiée par Hundertwasser lui-même et réalisée de 1989 à 1991 avec le parrainage de la banque Bawag PSK. Le musée a été inauguré en avril 1991. La KunstHausWien dispose d'une surface d'exposition totale de 4 000 mètres carrés. Les deux étages inférieurs abritent les expositions permanentes, des expositions internationales temporaires sont organisées aux troisième et quatrième étages.
L'ensemble du bâtiment est conçu dans le style typique d'Hundertwasser, avec des sols ondulés  et peu de lignes droites. Des couleurs vives et éclatantes sont utilisées partout ainsi que de la végétation. Il y a une fontaine dans le hall et un restaurant avec une végétation abondante rappelant un jardin d'hiver. Un escalier en colimaçon irrégulier mène à la partie principale de l'exposition aux étages supérieurs. Pour que les pièces restent inondées de lumière du jour, Hundertwasser, qui aimait la lumière du soleil, fit construire une façade vitrée sur le devant.
Le musée a été construit de façon traditionnelle, mais décoré de mosaïques émaillées en damier sur la façade et les sections adjacentes. Contrairement à Antoni Gaudí, Hundertwasser a utilisé des pierres de mosaïque symétriques, soigneusement disposées.
En 2003, le professeur Joseph Krawina, collègue et co-auteur de Hunderwasser, a intenté une action en justice contre le conseil d'administration du musée, alléguant une violation de ses droits à une création artistique conjointe. La Cour civile suprême nationale (OGH) a émis une injonction en faveur de Krawina et il a été conseillé aux deux parties de résoudre le différend à l'amiable.